# FRAT2
FRAT2 (англ. FRAT2, WNT signaling pathway regulator) – білок, який кодується однойменним геном, розташованим у людей на короткому плечі 10-ї хромосоми. Довжина поліпептидного ланцюга білка становить 233 амінокислот, а молекулярна маса — 24 051.
| 10         |  | 20         |  | 30         |  | 40         |  | 50         |
| ---------- |  | ---------- |  | ---------- |  | ---------- |  | ---------- |
| MPCRREEEEE |  | AGEEAEGEEE |  | EDDSFLLLQQ |  | SVTLGSSGEV |  | DRLVAQIGET |
| LQLDAAQDSP |  | ASPCAPPGVP |  | LRAPGPLAAA |  | VPADKARPPA |  | VPLLLPPASA |
| ETVGPAPSGA |  | LRCALGDRGR |  | VRGRAAPYCV |  | AEVAAGPSAL |  | PGPCRRGWLR |
| DAVTSRRLQQ |  | RRWTQAGARA |  | GDDDPHRLLQ |  | QLVLSGNLIK |  | EAVRRLQRAV |
| AAVAATGPAS |  | APGPGGGRSG |  | PDRIALQPSG |  | SLL        |  |            |

A: Аланін

C: Цистеїн

D: Аспарагінова кислота

E: Глутамінова кислота

F: Фенілаланін

G: Гліцин

H: Гістидин

I: Ізолейцин

K: Лізин

L: Лейцин

M: Метіонін

N: Аспарагін

P: Пролін

Q: Глутамін

R: Аргінін

S: Серин

T: Треонін

V: Валін

W: Триптофан

Задіяний у такому біологічному процесі, як сигнальний шлях Wnt. 